# Susannah Grant
Pour les articles homonymes, voir Grant.
Susannah Grant est une productrice, réalisatrice et scénariste américaine, née le 4 janvier 1963 à New York, New York (États-Unis).

## Filmographie

### comme scénariste
- 1995 : Pocahontas
- 1998 : À tout jamais: Une histoire de Cendrillon (Ever After)
- 2000 : 28 jours en sursis (28 Days)
- 2000 : Erin Brockovich, seule contre tous (Erin Brockovich)
- 2005 : In Her Shoes
- 2006 : Ma vie sans lui (Catch and Release)
- 2006 : Le Petit Monde de Charlotte (Charlotte's Web)
- 2009 : Le Soliste (The Soloist)
- 2016 : La 5ème Vague (The 5th Wave) de J Blakeson
- 2019 : Unbelievable
- 2024 : Lonely Planet
- 2023 : Lessons in Chemistry

### comme réalisatrice
- 1994 : La Vie à cinq (Party of Five) (série télévisée)
- 2006 : Ma vie sans lui (Catch and Release)
- 2019 : Unbelievable
- 2024 : Lonely Planet

### comme productrice
- 1994 : La Vie à cinq (Party of Five) (série télévisée)
- 2006 : Ma vie sans lui (Catch and Release)
- 2019 : Unbelievable